# Gnophos turfosaria
Gnophos turfosaria là một loài bướm đêm trong họ Geometridae.